# Übertragungssystem
Ein Übertragungssystem (oft auch nur kurz System) ist in der Systemtheorie ein mathematisches Modell eines Vorgangs, der ein Signal umwandelt bzw. überträgt. Das zugeführte Signal wird Eingangssignal genannt und das entstandene, umgewandelte Signal das Ausgangssignal. Die Art und Weise, wie das Signal umgewandelt wird bzw. wie diese beiden Signale im Verhältnis zueinander stehen, wird durch die Übertragungsfunktion beschrieben.

## Eingrößen- und Mehrgrößensysteme
Ein Übertragungssystem, das jeweils nur einen Eingang und einen Ausgang besitzt, nennt man Eingrößensystem oder auch SISO-System (von englisch Single Input, Single Output).
Verfügt das System über mehrere Ein- und Ausgänge, so spricht man von einem Mehrgrößensystem oder auch MIMO-System (von englisch Multiple Input, Multiple Output).
Als Mischform existieren noch die SIMO-Systeme (von engl. single input, multiple output) mit einem Eingang und mehreren Ausgängen. Sowie umgekehrt MISO-Systeme (von engl. multiple input, single output mit mehreren Eingängen und nur einem Ausgang).

## Dynamische und statische Systeme
- statisch: Der Wert des Ausgangssignals y(t) hängt zu jedem Zeitpunkt t nur vom aktuellen Wert des Eingangssignals u(t) ab. (algebraische Beschreibung)
- dynamisch: Das Ausgangssignal hängt von vergangenen Eingangssignalen ab. (Beschreibung mittels Differentialgleichungen oder Differenzengleichungen)

## Systeme mit konzentrierten und verteilten Parametern
- konzentrierte Parameter: Wirkungsanordnungen mit ortsunabhängigen Signalen (Beschreibung mittels gewöhnlicher Differentialgleichungen)
- verteilte Parameter: Wirkungsanordnungen mit ortsabhängigen Signalen (Beschreibung mittels partieller Differentialgleichungen)

## Lineare und nichtlineare Systeme
Ein System heißt linear, wenn die beiden folgenden Bedingungen erfüllt sind:
- Verstärkungsprinzip: {\displaystyle f(k\cdot u(t))=k\cdot f(u(t))}
- Überlagerungsprinzip: {\displaystyle f\left(u_{1}\left(t\right)\right)+f\left(u_{2}\left(t\right)\right)=f\left(u_{1}\left(t\right)+u_{2}\left(t\right)\right)}

Wenn eine oder beide dieser Bedingungen nicht erfüllt sind, heißt das System nichtlinear.

## Zeitvariable und zeitinvariante Systeme
- zeitvariabel: Systemparameter ändern sich mit der Zeit (z. B. Masse einer Rakete). Zur Beeinflussung solcher Systeme sind adaptive Regler notwendig.
- zeitinvariant: Systeme mit konstanten Systemparametern. Häufig verwendet: Lineare zeitinvariante Systeme

## Systeme mit kontinuierlichen und zeitdiskreten Signalen
Zur Verarbeitung mittels Computern werden kontinuierliche Signale aus physikalischen Systemen in zeitdiskrete Signale umgewandelt. Dieses System wird Abtastsystem bezeichnet.